# Kubbra Sait
Kubbra Sait  (Bangalore, Karnataka, 27 de julio de 1983) es una actriz, presentadora de televisión y modelo india que ha aparecido en numerosas  películas indias entre las que caben destacarː Sultan, Ready y City Of Life. Obtuvo amplio reconocimiento por su interpretación de Kukoo en la primera temporada del programa original de Netflix Sacred Games. También interpretó el papel de Phara Keaen en la serie de Apple TV+ Fundación.

## Biografía
Kubbra Sait nació el 27 de julio de 1983 en Bangalore hija de Zakariah Sait y Yasmin Sait. Su hermano menor, Danish Sait, es locutor de radio y presentador de televisión. Su tío Tanveer Sait es político. Su abuelo Azeez Sait fue ministro en Karnataka. En 2005, se mudó a Dubái después de graduarse del Instituto Nacional de Ciencias de la Información y Gestión en Bangalore.
Comenzó a presentar programas de televisión cuando apenas tenía unos trece años de edad. Comenzó su carrera como gerente de cuentas en Microsoft en Dubái antes de seguir su carrera en la industria del entretenimiento. Ganó el premio India's Best Emcee Award en 2013. También ganó el premio Miss Personality en el certamen de belleza Miss India Worldwide Beauty Pageant en 2009. Fue elogiada por su papel de una mujer transgénero llamada Kukoo en el programa de Netflix Sacred Games. El original de Netflix fue nominado en la categoría de Mejor Drama en la 47.ª edición de los Premios Emmy Internacional. Sait representó a Sacred Games en los premios Emmy, celebrados el 25 de noviembre de 2019.
En 2021 actuó en la serie de televisión Fundación de Apple TV+, donde interpreta el papel de la gran cazadora Phara Keaen, la principal oficial militar de Anacreonte que dirige personalmente una incursión en Términus, la serie es una adaptación bastante libre de la aclamada saga de libros del mismo título de Isaac Asimov. El programa se estrenó el 24 de septiembre de 2021.

## Filmografía

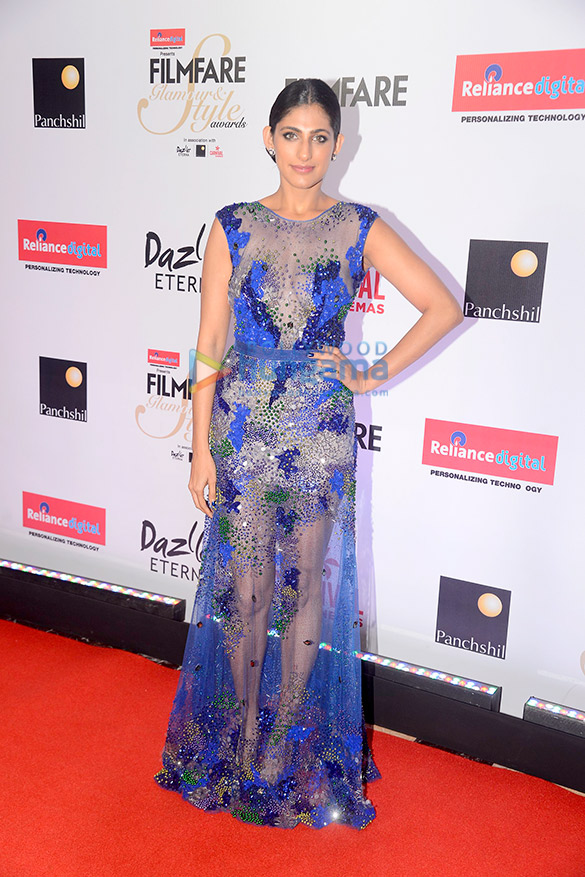
Kubbra Sait en los Filmfare Glamour and Style Awards en 2017

### Cine
| Año  | Título                              | Papel                     | Notas | Ref.   |
| ---- | ----------------------------------- | ------------------------- | ----- | ------ |
| 2011 | Ready                               | Sunaina                   |       |        |
| 2012 | Jodi Breakers                       | Vinita                    |       | [ 9 ]  |
| 2015 | I Love NY                           | Vidya Saxena              |       | [ 10 ] |
| 2016 | Sultan                              | Ella misma (comentarista) |       |        |
| 2019 | Gully Boy                           | Scarlett                  |       | [ 11 ] |
| 2020 | Jawaani Jaaneman                    | Rhea                      |       |        |
| 2020 | Dolly Kitty Aur Woh Chamakte Sitare | Shazia                    |       | [ 12 ] |
| 2022 | RK/RKay                             | Seema                     |       |        |

### Televisión
| Año       | Título                          | Papel         | Cadena             | N.º de episodios | Ref.                 |
| --------- | ------------------------------- | ------------- | ------------------ | ---------------- | -------------------- |
| 2017      | Going Viral Pvt. Ltd.           | Natasha       | Amazon Prime       | 8 episodios      | [ 13 ] [ 14 ] [ 15 ] |
| 2018      | Fourplay                        | Brinda        | ALTBalaji          | 6 episodios      | [ 16 ] [ 17 ]        |
| 2018      | Sacred Games                    | Kukoo         | Netflix            | 7 episodios      | [ 18 ] [ 19 ]        |
| 2019      | RejctX                          | Anushka       | ZEE5               | 10 episodios     | [ 20 ] [ 21 ]        |
| 2019      | The Verdict - State vs Nanavati | Mamie Ahuja   | ALTBalaji and ZEE5 | 10 episodios     | [ 22 ] [ 23 ]        |
| 2019-2022 | TVF Tripling                    | Sheetal       | The Viral Fever    | 4 episodios      | [ 24 ] [ 25 ]        |
| 2020      | Illegal                         | Meher Salam   | Voot               | 10 episodios     | [ 26 ] [ 27 ]        |
| 2020      | Waqalat From Home               | Rajini Tacker | Amazon Prime       | 10 episodios     | [ 28 ] [ 29 ]        |
| 2021      | Fundación                       | Phara Keaen   | Apple TV+          | 8 episodios      | [ 30 ]               |
| 2022      | Murder in Agonda                | Waheeda       | Amazon miniTV      | 5 episodios      | [ 31 ]               |
| 2023      | Farzi                           | Saira         | Amazon Prime Video | 3 episodios      |                      |
| 2023      | The Trial                       | Sana Shaikh   | Disney+ Hotstar    | 8 episodios      | [ 32 ]               |
| 2023      | Shehar Lakhot                   | Pallavi Raj   | Amazon Prime Video | 8 episodios      | [ 33 ]               |